# Beyt-e Ḩātam-e Bozorg
Beyt-e Ḩātam-e Bozorg (persiska: بیت حاتم بزرگ, Sheykh Ḩātam) är en ort i Iran.   Den ligger i provinsen Khuzestan, i den västra delen av landet, 500 km sydväst om huvudstaden Teheran. Beyt-e Ḩātam-e Bozorg ligger 43 meter över havet och antalet invånare är 599.
Terrängen runt Beyt-e Ḩātam-e Bozorg är mycket platt. Runt Beyt-e Ḩātam-e Bozorg är det ganska tätbefolkat, med 144 invånare per kvadratkilometer. Närmaste större samhälle är Kāz̧em Ḩamd, 5,1 km sydost om Beyt-e Ḩātam-e Bozorg. Trakten runt Beyt-e Ḩātam-e Bozorg består till största delen av jordbruksmark.